# Альфред Кінсі
А́льфред Чарльз Кі́нсі (англ. Alfred Charles Kinsey, 23 червня 1894 — 25 серпня 1956) — американський біолог, професор ентомології і зоології, засновник інституту з вивчення сексу, статі і репродукції (1947) при Індіанському університеті в Блумінгтоні, який зараз носить ім'я Кінсі. Дослідження Кінсі в галузі сексології глибоко зачепили соціальні і культурні цінності в Сполучених Штатах і багатьох інших країнах в 60-х роках XX століття, з початком сексуальної революції.

## Біографія

### Дитинство
Альфред Кінсі народився 23 червня 1894 року Гобокені, штат Нью-Джерсі в родині Альфреда Сегвіна Кінсі і Сари Енн Чарльз. Альфред був найстаршим з трьох дітей. Його матір здобула лише початкову освіту, батько був професором у Технологічному інституті імені Стівенса в Гобокені. Кінсі ріс в доволі бідній сім'ї, вони часто навіть не могли собі дозволити сплатити за  послуги лікарів, що, можливо, призвело до того, що юний Кінсі в дитинстві перехворів рахітом, черевним тифом, а також ревматизмом. Це було викликано тим, що Кінсі недостатньо часу проводив на сонці (звичайна причина рахіту в ті дні: молоко та інші продукти ще не були збагачені вітаміном D) і принаймні значний період дитинства Кінсі провів в антисанітарних умовах. Результатом рахіту, що призвів до викривлення хребта, стала легка сутулість, через яку він не був призваний на воєнну службу в 1917 році для участі в Першій світовій війні.

### Виховання
Батьки Кінсі були вкрай консервативними християнами, що позначилось на всьому його подальшому житті. Його батько був відомий як один із найнабожніших членів місцевої Методистської церкви і, в результаті, більшу частину часу Кінсі спілкувався з прихожанами церкви. Часто він просто мовчки був присутній при обговоренні релігійних питань, якими переймались його батьки й інші, такі ж побожні, дорослі. Батько Кінсі установив в своєму домі суворі правила. Неділя було відведена для молитов, крім того, спілкування з дівчатами, як і знання про всі речі, що хоча б трохи стосувались теми сексу, включаючи мастурбацію, були заборонені. Настільки суворе виховання не було чимось зовсім незвичним в той час. Більшість новачків в коледжах тоді мали вельми слабке уявлення навіть про основні факти, що стосувалися людської сексуальності. В юні роки Кінсі було заборонено дізнаватися що-небудь про предмет, який згодом зробив його знаменитим. Врешті-решт, Кінсі зрікся від Методистської віри своїх батьків і став агностиком.

### Любов до природи
В молодості Кінсі виявляв велику цікавість до природи і кемпінгу. Він часто брав участь у роботі й походах місцевої молодіжної організації YMCA. Він діставав від цього стільки задоволення, що мав намір працювати з YMCA професійно по завершенні навчання. Навіть дипломна робота з психології, яку Кінсі писав в коледжі, присвячена груповій динаміці хлопчиків, свідчить про його зацікавленість цією проблематикою. Він вступив до організації бойскаутів, як тільки в їхньому товаристві був утворений загін. Його батьки енергійно заохочували це (і навіть вступили самі), оскільки в той час бойскаути були організацією, основаною на християнських принципах. Кінсі завдяки своїй старанності швидко просувався сходинками скаутської ієрархії, у 1913 році досягнувши всього лише за два роки рангу скаута-орла, якого більшість хлопчиків удостоювались лише через п'ять чи шість років. Скоріш за все, ранній інтерес до природи обумовив його дослідження і кар'єру в галузі ентомології. Попри те, що перенесені раніше захворювання ослабили його серце, в юності Кінсі взяв участь в багатьох важких походах.

### У старших класах
У старших класах Колумбійської середньої школи Кінсі був тихим, але дуже працелюбним учнем. Він не цікавився спортом, направляючи свої невичерпну енергію на навчання і заняття на фортепіано. Якийсь час Кінсі хотів стати піаністом, але вирішив замість цього зосередитись на наукових дослідженнях. Розвинена з дитинства здатність Кінсі проводити велику кількість часу, глибоко занурюватися у вивчення якого-небудь предмету, стала в пригоді в коледжі і в подальшій професіональній діяльності. Навчаючись в старших класах, Кінсі, очевидно, ні з ким не підтримував близьких стосунків, але заслужив повагу своїми успіхами в навчанні. Він цікавився біологією, ботанікою і зоологією. Згодом Кінсі стверджував, що його шкільна вчителька біології, Наталі Рет, справила найбільший вплив на його рішення стати вченим.

### Коледж і дисертація
Після закінчення Колумбійської середньої школи, Кінсі поділився з батьком планами щодо вивчення ботаніки в коледжі, однак батько зажадав, щоб син пішов навчатися на інженера в Технологічному інституті імені Стівенса в Гобокені. Кінсі в інституті імені Стівенса не сподобалось і потім він згадував про час, проведений там, як про найбезглуздіший період свого життя. Попри це, однак, він не відступився від свого «маніакального» завзяття до навчання. В інституті він, головним чином, обирав курси, що мали відношення до англійської мови та інженерної справи, але не міг реалізувати свого захоплення біологією. Під кінець свого дворічного навчання в інституті Кінсі набрався сміливості заявити своєму батьку про те, що йому подобається біологія і він має намір продовжувати навчання в Коледжі Боудойна в штаті Мен. Батько рішуче чинив цьому опір, але зрештою змирився. Разом з перемогою, проте, Кінсі добився і розриву стосунків із батьком, що обтяжувало його багато років.
В 1914 році Кінсі вступив до Коледжу Боудойна, де він зацікавився дослідженням комах під керівництвом Ментона Коупленда. Два роки по тому, у 1916 році Кінсі був обраний до товариства Фі Бета Каппа і закінчив курс з magna cum laude по біології і психології. Він продовжив своє навчання в інституті імені Бассі при Гарвардському університеті, навчальна програма якого в сфері біології була найпрестижнішою в Сполучених Штатах. Саме там Кінсі почав займатися вивченням прикладної біології у видатного ентомолога Вільяма Мортона Вілера. Під його керівництвом Кінсі працював практично самостійно, що влаштовувало обох. Темою своєї докторської дисертації Кінсі вибрав дослідження Горіхотворки. Кінсі почав збирати горіхотворок із надзвичайною завзятістю. Він багато подорожував. На кожному із сотень тисяч зібраних екземплярів провадилась серія із 26 вимірювань. Його методи дозволили зробити суттєвий внесок в ентомологію. Гарвардський університет присудив Кінсі ступінь Sc. D. (доктора природничих наук) в 1919 році. В 1920 році він опублікував декілька статей під егідою Американського музею природознавства в Нью-Йорку, ознайомив наукове товариство з горіхотворками і представив викладки по їхньому філогенезу. Понад 18 мільйонів комах музейної колекції, із них понад 5 мільйонів горіхотворок були зібрані Кінсі.

### Сім'я і діти
Кінсі одружився з Кларою Бракен Макміллен, яку називав Мак, в 1921 році. У них було четверо дітей. Їх первісток, Дон, помер від ускладнень, викликаних діабетом в 1927 році, трохи не доживши до п'яти років. Анна народилась в 1924, Джоан в 1925 і Брюс в 1928 роках.

### Смерть
Кінсі помер 25 серпня 1956-го віці 62 років. Причиною смерті вказані хвороба серця і пневмонія.

## Особисте життя
Альфред Кінсі був бісексуалом.

## Кар'єра

### Ентомологія
Після здобуття докторського ступеня в 1920 році, Кінсі став працювати в департаменті зоології Індіанського університету в Блумінгтоні асистентом професора. Його дружина і колеги називали його Прок (від Професор Кінсі). В Індіанському університеті невтомний Кінсі продовжив свою роботу щодо горіхотворок. Наступні 16 років він багато подорожував, збираючи і систематизуючи колекції. Особливо Кінсі захоплювався еволюційною історією цих мікроскопічних комах, розміри яких коливаються від 1 до 8 міліметрів. В 1930 році він опублікував монографію про видоформування в горіхотворок The Gall Wasp Genus Cynips: A Study in the Origin of Species і другу велику працю про еволюції вищих категорій The Origin of Higher Categories in Cynips в 1935 році.
Кінсі товаришував з ентомологом та художником А. М. Авіновим, вихідцем з України.

### Підручник
В жовтні 1926 року Кінсі опублікував підручник для старшокласників «Вступ до біології», який почав широко використовуватися. Цей посібник підтримував теорію еволюції і уніфікував, на ознайомлювальному рівні, різні на той час поняття зоології і ботаніки, долаючи опір такій уніфікації, що превалював у той час.

### Статева поведінка людини і «Звіти Кінсі»

Перше видання «Статевої поведінки чоловіка» 1948 року, першого з двох звітів Кінсі

Кінсі вважають батьком сексології, систематичного, наукового вивчення людської сексуальності. Спочатку інтерес до різних форм сексуальних практик виник у нього приблизно в 1933 році, після широкого обговорення цієї теми з колегою Кінсі, Робертом Кроком. Скоріш за все, вивчення різних варіацій парування серед горіхотворок привели його до розмірковувань про те, наскільки широко варіюють сексуальні практики людини. В процесі цих досліджень він розробив шкалу вимірювань сексуальної орієнтації, відому тепер як шкала Кінсі, яка має значення від 0 до 6, де 0 відповідає виключно гетеросексуальній і 6 — виключно гомосексуальній орієнтації; значення 7 для асексуалів було додане до шкали вже послідовниками Кінсі.
В 1935 році на семінарі для співробітників Індіанського університету Кінсі прочитав лекцію, в якій вперше виніс предмет своїх досліджень в галузі сексології на публічне обговорення. У своєму виступі він атакував «широко розповсюджену неосвіченість у відношенні побудови і фізіології статевих органів» і висунув своє припущення про те, що «затримка шлюбу» (тобто, затримка першого сексуального досвіду) шкідлива з психологічної точки зору. Кінсі дістав підтримку своїх досліджень від Фонду Рокфеллера, яка дала змогу науковцю вивчити сексуальну поведінку людини за допомогою інтерв'ювання тисячі людей.
«Звіти Кінсі», починаючи з публікації «Статевої поведінки чоловіка» в 1948 році, а потім «Статевої поведінки жінки» в 1953, піднялися на вершину списку бестселерів і вмить зробили Кінсі знаменитістю. Вони як і раніше залишаються в списку найбільш продаваних природничо-наукових книг усіх часів. Статті про нього з'явились на сторінках таких журналів, як Time, Life, Look і McCall's. «Звіти Кінсі», які призвели до бурхливих дискусій, розглядаються багатьма як пусковий механізм для сексуальної революції 1960-х. Президент Індіанського університету Герман Б. Веллз захищав дослідження Кінсі в ситуації, яка перетворилась на класичний приклад випробування академічної свободи.

### Найважливіші публікації
- New Species and Synonymy of American Cynipidae, in Bulletin of the American Museum of Natural History (1920)
- Life Histories of American Cynipidae, in Bulletin of the American Museum of Natural History (1920)
- Phylogeny of Cynipid Genera and Biological Characteristics, in Bulletin of the American Museum of Natural History (1920)
- Вступ до біології (1926)
- The Gall Wasp Genus Cynips: A Study in the Origin of Species (1930)
- New Introduction to Biology (1933, revised 1938)
- The Origin of Higher Categories in Cynips (1935)
- Статева поведінка чоловіка (1948, нове видання: 1998)
- Статева поведінка жінки (1953, нове видання: 1998)

## Полеміка і критика
Праці Кінсі, що часто асоціюються з сексуальною революцією в 60-х роках XX століття в США, з часу їхнього опублікування викликали жорстку полеміку. І праці Кінсі, і його особисте життя були предметом постійних дискусій, що розвернулись з питань вивчення людської сексуальності (сексології) і впливу праць Кінсі на сексуальну мораль.
Дослідження Кінсі викликали поляризацію деяких верств суспільства. Багато правих християн визнали, що їхні релігійні і соціально консервативні погляди знаходяться в конфлікті з методами Кінсі і принципами, на яких ці методи основані. Вони вважали тих, хто підтримував Кінсі, розпусними, а його праці — морально розкладницькими. Навіть в наші дні ім'я Кінсі може викликати озлобленість.
Один із сучасних наклепників Кінсі — доктор Джудіт Рейсман, голава організації RSVPAmerica. Рейсман приписує Кінсі і його співробітникам сексуальні стосунки з дітьми, які практикувались заради отримання певних даних, викладених в Звітах Кінсі. Згідно з твердженнями Сьюзен Брінкман (співавтора Джудіт Рейсман по «Порочність Кінсі: Викриття найвпливовішого 'вченого' нашого часу» і дописувача газети Філадельфійського католицького єпископату Catholic Standard & Times), Кінсі був антисемітом і расистом. Сьюзен Брінкман стверджує, що Кінсі уникав при наборі на роботу євреїв і афроамериканців. Заява про зв'язки Кінсі з педофілами викликають протест з боку представників Інституту імені Кінсі. Так, директор Інституту імені Кінсі Джон Бенкрофт стверджує, що тема сексуальних контактів між дітьми і дорослими була спеціально обрана противниками Кінсі, щоб заплямити його, оскільки ця тема викликає в суспільстві бурхливі емоції: «В останні роки, коли виникло це занепокоєння на грані істерії з приводу сексуальних домагань по відношенню до дітей, яке нерідко виливається в ситуації, коли обвинувачений в цьому вважається винним, доки не буде доведене зворотне — який може бути найкращий спосіб заплямувати кого-небудь?». Позиція Інституту імені Кінсі полягає в тому, що Кінсі ніколи не мав сексуальних контактів з дітьми і не наймав кого-небудь для таких діянь, і що він завжди інтерв'ював дітей в присутності їх батьків. Інші критики стверджували також, що дослідження Кінсі базувались на прикладах із життя ув'язнених. Це обвинувачення також спростовується Інститутом Кінсі, який стверджує, що після ретельної очистки вибірки Кінсі від ув'язнених і колишніх ув'язнених дані звітів Кінсі змінились мало.
Одним із результатів робіт Кінсі та інших дослідників стало те, що Американська психіатрична асоціація в 1973 році виключила гомосексуальність із списку психічних захворювань DSM-II. Дослідження Кінсі, однак, все ще викликали серйозну полеміку всередині АПА і були предметом дуже ретельних перевірок.
Окрім критики результатів досліджень Кінсі, ходили чутки про його незвичні сексуальні практики. В його біографії, написаній Джеймсом Джонсом, Кінсі описаний як бісексуальний мазохіст. Про нього писали, що він заохочував груповий секс за участю своїх аспірантів, співробітників і своєї дружини. Відомо також, що Кінсі знімав на камеру статеві акти на горищі свого будинку, і ці зйомки стали частиною матеріалів його досліджень. Біограф Кінсі Джонатан Гаторн-Гарді пояснив, що Кінсі використовував свій дім для зйомок статевих актів для того, щоб забезпечити секретність зйомок, оскільки, якби про це стало публічно відомо, це неминуче викликало б скандал.